# Jojoba kalifornská
Jojoba kalifornská (Simmondsia chinensis) je jediný druh čeledi jojobovité dvouděložných rostlin z řádu hvozdíkotvaré (Caryophyllales). Jsou to drobnolisté keře rostoucí ve vyprahlých oblastech Sonorské pouště v Kalifornii. Jojobový olej má mnohostranné využití.

## Popis
Jojoba kalifornská je tuhý stálezelený dvoudomý keř s drobnými kožovitými vstřícnými listy bez palistů, dorůstající výšky okolo 3 metrů. Listy jsou jednoduché, v protistojných párech spojené bází, krátce řapíkaté, s celokrajnou eliptickou až podlouhlou čepelí a zpeřenou žilnatinou.
Květy jsou jednopohlavné, nenápadné, pravidelné. Kalich je složen nejčastěji z 5 (řidčeji 4 nebo 6) lístků, koruna chybí. Samčí květy jsou v hlávkách. Tyčinek je stejný počet jako kališních lístků, jsou volné, oddáleně vyrůstající z plochého květního lůžka. Samičí květy jsou jednotlivé nebo v hroznech, semeník je svrchní, srostlý ze 3 plodolistů, se stejným počtem komůrek a s volnými čnělkami. V každém plodolistu je jediné vajíčko. Plodem je jednosemenná pouzdrosečná tobolka. Semena jsou asi 10 až 15 mm dlouhá a připomínají žalud.

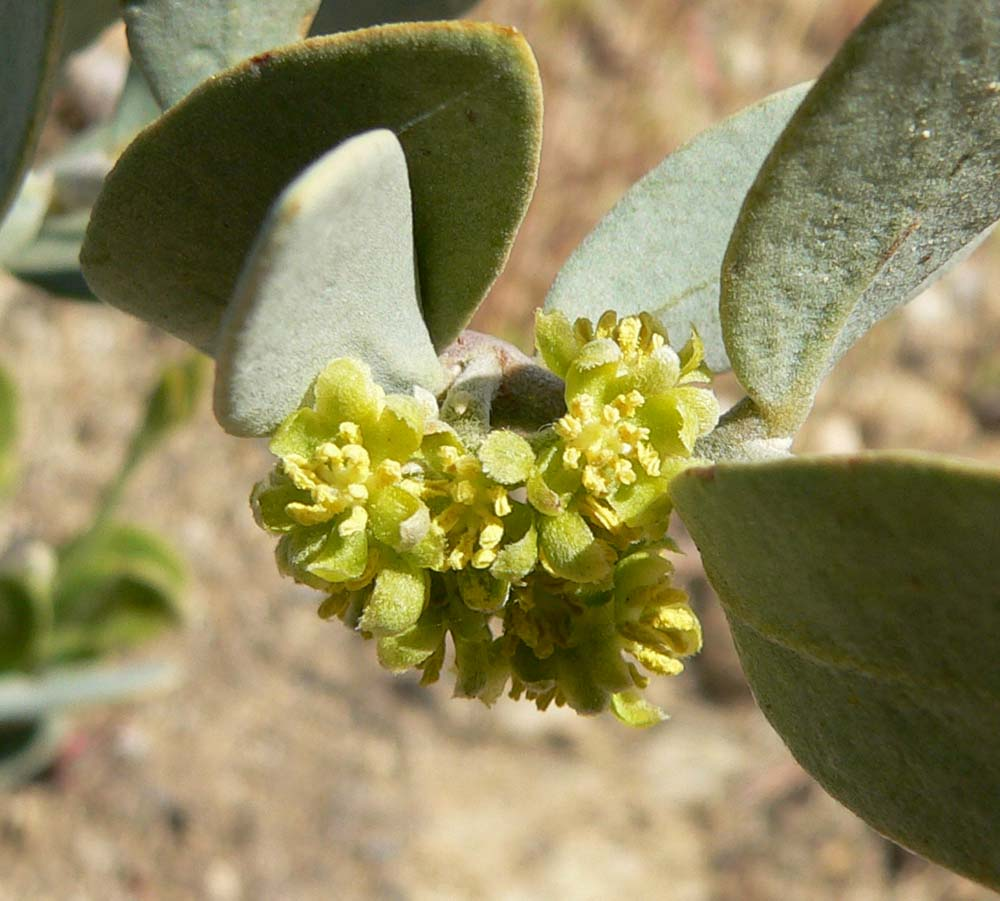
Samčí květy jojoby kalifornské
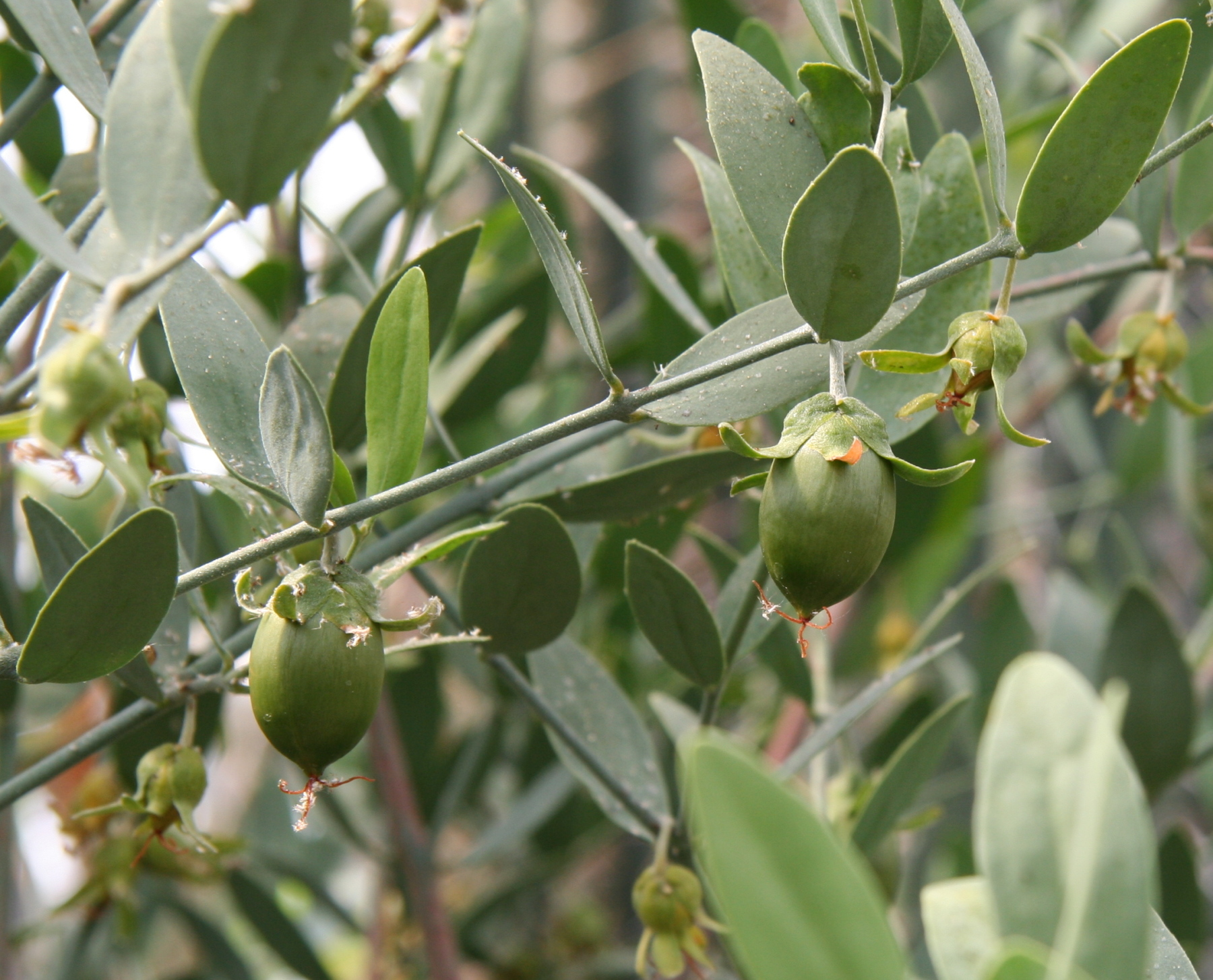
Plody jojoby kalifornské
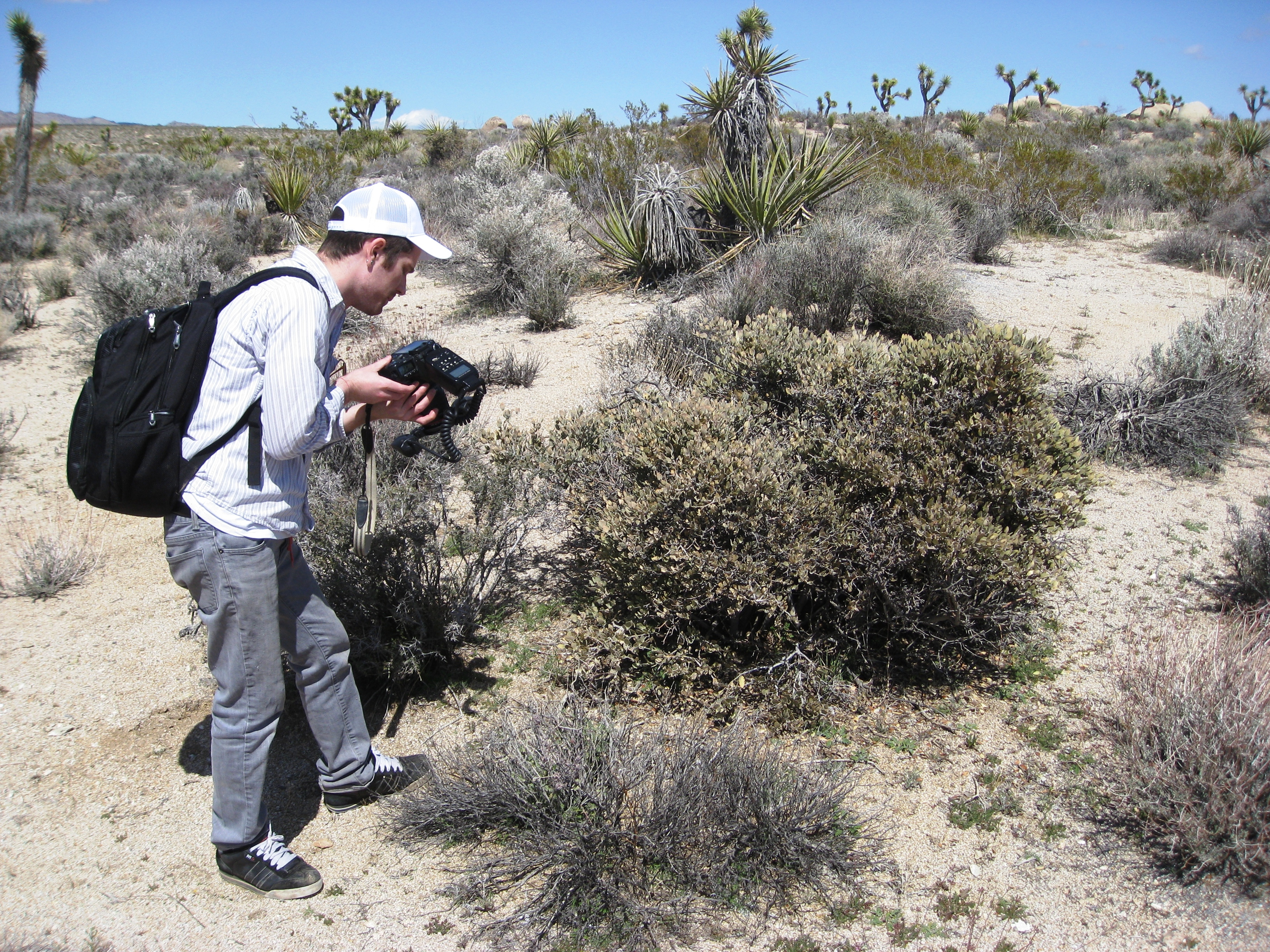
Jojoba kalifornská na přirozeném stanovišti

## Rozšíření
Jojoba kalifornská roste na jihozápadě Severní Ameriky, ve vyprahlých oblastech sonorské pouště a na přilehlých územích USA a Mexika.

## Taxonomie
V moderním taxonomickém systému se čeleď Simmondsiaceae ocitla na zcela novém místě. V klasické taxonomii byla často spojována s čeledí zimostrázovité (Buxaceae), případně kladena do její blízkosti (např. Tachtadžjan), případně řazena do řádu pryšcotvaré (Euphorbiales).
Simmondsia chinensis byla popsána v roce 1822 jako Buxus chinensis a do rodu Simmondsia byla přeřazena v roce 1907. Odtud také pramení v populárních zdrojích hojně užívaný, dvojnásobně nesmyslný název zimostráz čínský pro rostlinu, která se zimostrázem není ani trochu příbuzná a nadto ani nepochází z Číny.

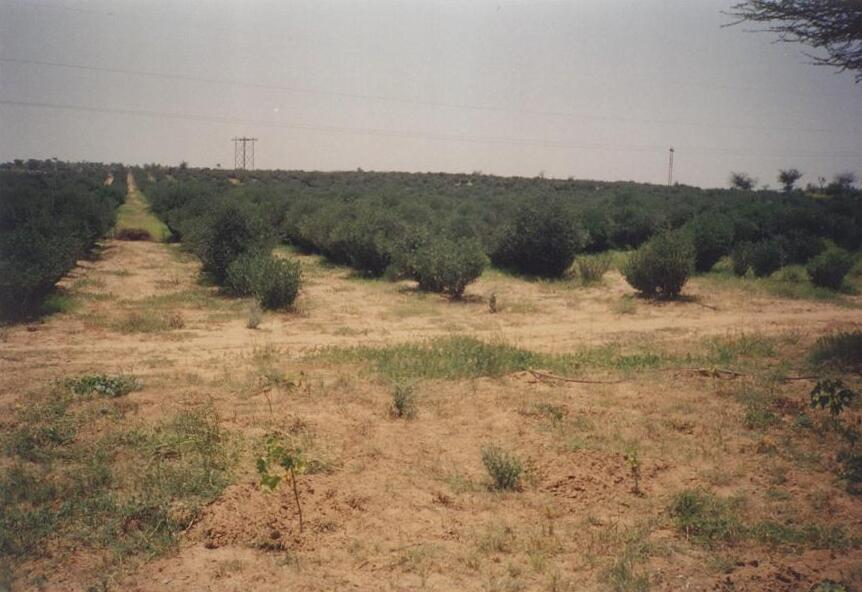
Plantáž jojoby v Indii

## Význam
Semena jojoby obsahují 47 až 62 % kapalného vosku který taje již při 7 °C. Je to světle žlutá nežluknoucí kapalina bez vůně, prodávaná jako 'olej jojoba'. Používá se v kosmetice, farmacii i jako mazadlo vysokoobrátkových motorů, neboť odolává vysokým tlakům. Vosk z jojoby používali indiáni jako olej. Je nestravitelný a může být proto součástí redukční diety. V dnešní době je jojoba pěstována na různých místech světa, např. ve Španělsku.
Jojobový olej slouží také jako náhrada vorvaního tuku, čímž tato rostlina napomáhá ochraně velryb.
V Thárské poušti se používá proti desertifikaci.[zdroj⁠?!]

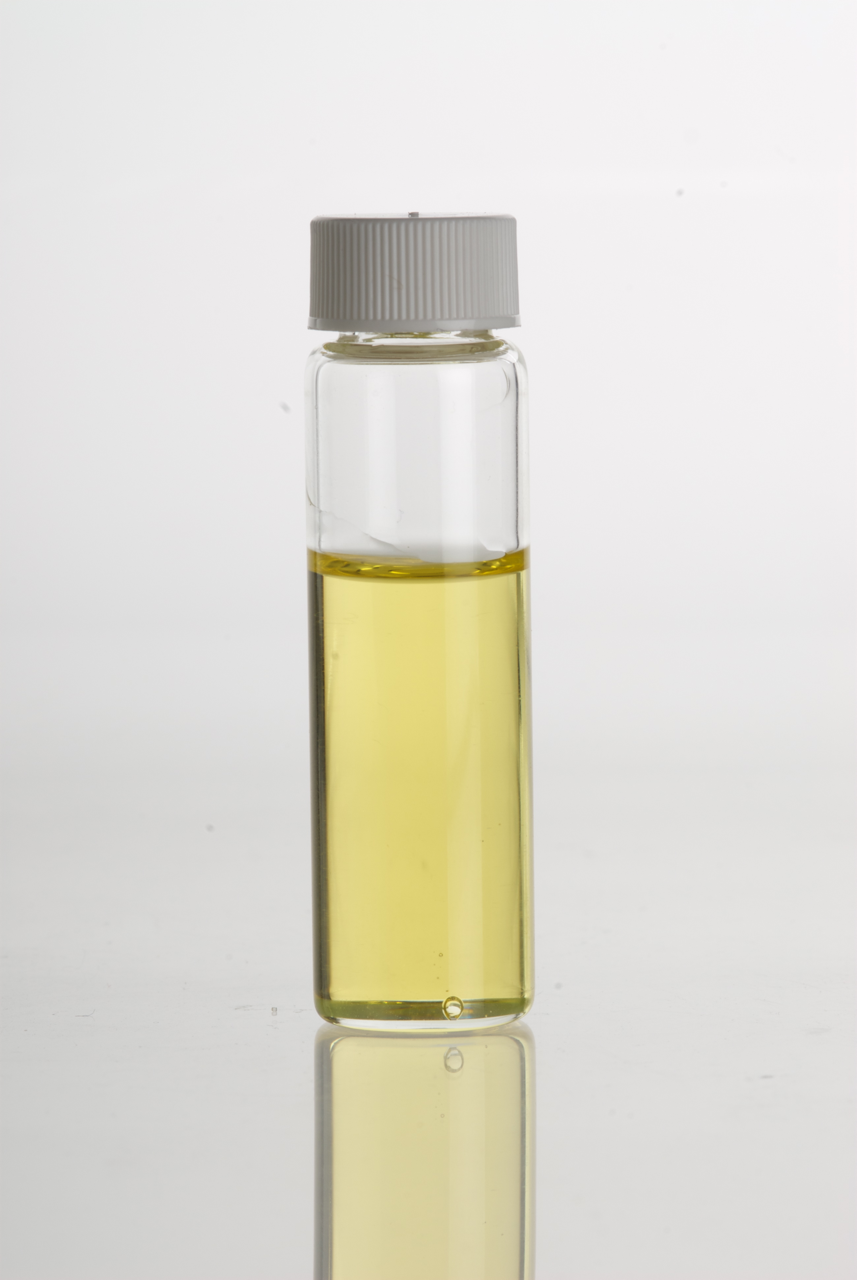
Jojobový olej